# Phare de l'île Chamá
Le phare de l'île Chamá (en espagnol : Faro de Isla Chamá) ou phare de Peñon Limoncillo est un phare actif situé sur l'île Chamá, dans la province de Panama. Il est géré par la Panama Canal Authority 

## Histoire
L'Île Chamá est un gros rocher situé au sud-ouest de l'île de Taboga à environ 20 km au sud de l'entrée du canal de Panama par l'océan Pacifique.
Le phare est situé sur un promontoire de la pointe nord de l'île.

## Description
Ce phare est une tour pyramidale métallique à claire-voie, avec une galerie et une balise de 14 m de haut. La tour est peinte en blanc . Il émet, à une hauteur focale de 23 m, un long éclat blanc de 2 secondes par période de 15 secondes. Sa portée est de 17 milles nautiques (environ 31.5 km).
Identifiant : ARLHS : PAN... - Amirauté :
G3216 - NGA : 111-0060 .

## Caractéristique dufeu maritime
Fréquence : 15 secondes (W)
- Lumière : 2 secondes
- Obscurité : 13 secondes

### Lien connexe
- Liste des phares du Panama